# Until My Heart Caves In
Until My Heart Caves In — восьмой студийный альбом американской христианской рок-группы Audio Adrenaline, выпущенный 30 августа 2005 года на лейбле ForeFront Records.
Альбом получил премию «Грэмми» в номинации «Рок-госпел альбом года» (Grammy Award for Best Rock Gospel Album).

## Отзывы
| Оценки критиков                | Оценки критиков |
| Источник                       | Оценка          |
| ------------------------------ | --------------- |
| Allmusic                       | [ 1 ]           |
| CCM Magazine                   | B               |
| Christian Broadcasting Network | [ 3 ]           |
| Christianity Today             | [ 4 ]           |
| Cross Rhythms                  | [ 5 ]           |
| Jesus Freak Hideout            | [ 6 ]           |
| The Phantom Tollbooth          | [ 7 ]           |
| Soul Shine                     | [ 8 ]           |

Альбом получил положительные отзывы от музыкальных критиков. Джаред Джонсон из AllMusic оценил альбом в четыре звезды из пяти, написав, что «будет трудно утверждать, что этот финальный выход позволил им уйти на вершину». На сайте Jesus Freak Hideout Джон ДиБиасе оценил альбом в четыре звезды из пяти, написав, что это «солидный мелодичный рок от начала и до конца (хотя, к сожалению, более короткий)». ДиБиасе отметил, что, несмотря на то, что ему не хватает фирменного вокала Стюарта, он похвалил Буркума, написав, что «[его] гладкий, молодой вокал никогда не звучал лучше, придавая альбому уникальную поп/рок-вибрацию, отличную от всех предыдущих релизов группы». Тони Каммингс из Cross Rhythms оценил альбом в десять баллов, написав: «В общем, поп-рок высочайшего качества». В журнале CCM Magazine Крис Уэлл оценил альбом на четвёрку, написав, что «это симпатичная коллекция простых, бьющих кулаком гимнов, которые должны особенно понравиться молодёжным группам». Расс Браймайер из Christianity Today оценил альбом на три с половиной звезды из пяти, написав, что «в музыкальном плане на последнем альбоме Audio Adrenaline есть что оценить, но в лирическом плане он не дотягивает». На Christian Broadcasting Network Крис Карпентер оценил альбом в три спина из пяти, написав, что «ему просто не хватает лирического творчества, которое подпитывало предыдущие стандарты Audio A». Линдси Уитфилд из Soul Shine Magazine оценила альбом в три с половиной звезды из пяти, написав, что слушателя «ждёт насыщенное действие и хорошее времяпрепровождение». В The Phantom Tollbooth Бёртон Врэй оценил альбом в четыре балла из пяти, написав, что «сверху донизу это лучший релиз Audio Adrenaline за последние годы», что «Этот солидный релиз легко можно назвать одним из лучших в этом году сверху донизу, одним из тех редких релизов, где вы не обнаружите себя нажавшим кнопку „пропустить“».

### Награды и номинации
8 февраля 2006 года альбом получил премию «Грэмми» в номинации «Рок-госпел альбом года» (Grammy Award for Best Rock Gospel Album). Это был второй подряд альбом, получивший эту премию, после Worldwide в 2003 году. Он также привёл к появлению тура Until My Heart Caves In Tour вместе с христианскими рок-группами Pillar и Sanctus Real.

## Коммерческие показатели
Альбом занял 122-е место в американском основном хит-параде Billboard 200 и 5-е в чарте Christian Albums. Песня «King» достигла 19-го места в хит-параде Billboard Christian Songs.

## Список композиций
Слова и музыка всех песен — Ben Cissell, Will McGinniss, Bob Herdman, Tyler Burkum и Mark Stuart, кроме указанных.
| №                   | Название                              | Автор(ы)                                           | Длительность |
| ------------------- | ------------------------------------- | -------------------------------------------------- | ------------ |
| 1.                  | «Clap Your Hands»                     |                                                    | 3:28         |
| 2.                  | «Until My Heart Caves In»             |                                                    | 3:41         |
| 3.                  | «King»                                |                                                    | 5:01         |
| 4.                  | «Melody (Lost Inside the Wonder)»     |                                                    | 4:16         |
| 5.                  | «Starting Over»                       |                                                    | 4:04         |
| 6.                  | «Are You Ready for Love»              |                                                    | 3:31         |
| 7.                  | «Undefeated»                          |                                                    | 3:36         |
| 8.                  | «(Your Love Keeps Lifting Me) Higher» | Gary L. Jackson, Raynard Miner, Carl William Smith | 3:36         |
| 9.                  | «Light of the Sun»                    |                                                    | 3:46         |
| 10.                 | «All Around Me»                       |                                                    | 3:30         |
| 11.                 | «Losing Control»                      |                                                    | 4:47         |
| Общая длительность: | Общая длительность:                   | Общая длительность:                                | 38:36        |

## Участники записи
- Марк Стюарт — вокал
- Тайлер Буркум — гитара, вокал
- Уилл МакГиннисс — бас, вокал
- Бен Сисселл — барабаны, вокал